# Bechler River
Der Bechler River ist ein abgelegener Fluss, der vollständig innerhalb der Grenzen des Yellowstone-Nationalparks im US-Bundesstaat Wyoming liegt. Bis zur Mündung in den Fall River im südwestlichen Teil des Parks fließt er für etwa 28 km nach Südwesten. Benannt wurde der Fluss von Frank Bradley, einem Mitglied des Hayden Geological Survey 1872, nach dem Kartographen und Entdecker Gustavus R. Bechler.

## Verlauf
Der Bechler River entsteht unweit der kontinentalen Wasserscheide westlich des Pitchstone Plateau im Südwesten des Yellowstone-Nationalparks im nördlichen Teton County in Wyoming auf einer Höhe von etwa 2210 m durch den Zusammenfluss seiner beiden Quellflüsse Gregg Fork und Ferris Fork. In der als Three River Junction bezeichneten Quellregion fließt nach nur 50 m mit dem Phillips Fork der erste Zufluss hinzu, bevor der Bechler River durch den Bechler Canyon in südwestliche Richtung fließt. Der Fluss passiert die Bechler River Hot Springs und fällt weiter flussabwärts unterhalb der Flussinsel Treasure Island zunächst über die 12 m hohen Iris Falls und unmittelbar darauf über die 21 m hohen, zweistufigen Colonnade Falls hinab. Am Ausgang des Bechler Canyon erhält er von rechts den Ouzel Creek und fließt im weiteren Verlauf stark mäandrierend durch die Bechler Meadows. Der Fluss wendet sich nach Süden und erhält vor Verlassen der Bechler Meadows mit dem Boundary Creek seinen mit Abstand größten Zufluss. Weiter südlich fällt der Fluss über die 5 m hohen Bechler Falls hinab, bevor er nach rund 28 km auf einer Höhe von 1922 m in den hier nach Südwesten fließenden Fall River mündet. Der Bechler River Trail folgt nahezu dem gesamten Flussverlauf.

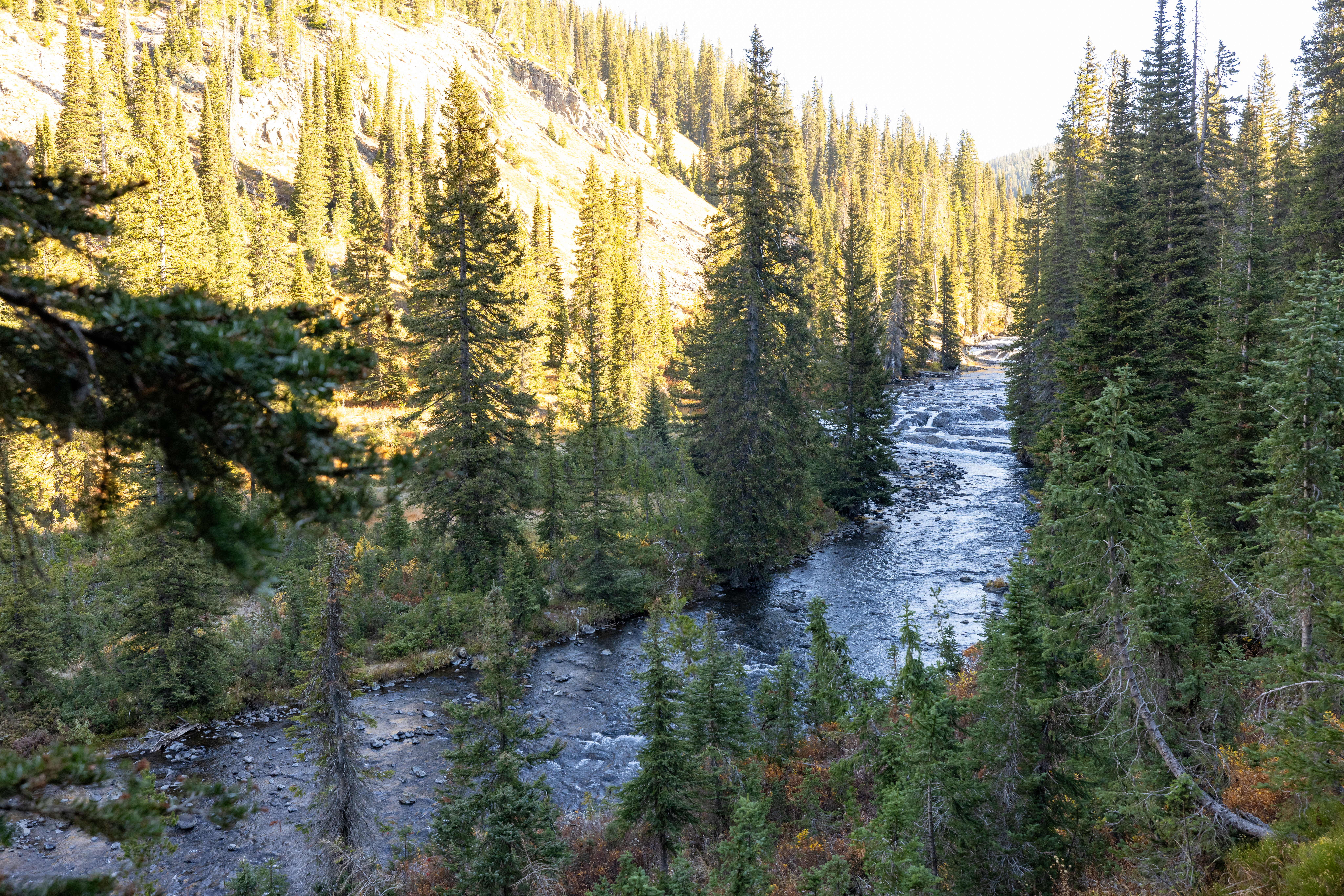
Oberlauf des Flusses unterhalb von Three Rivers Junction
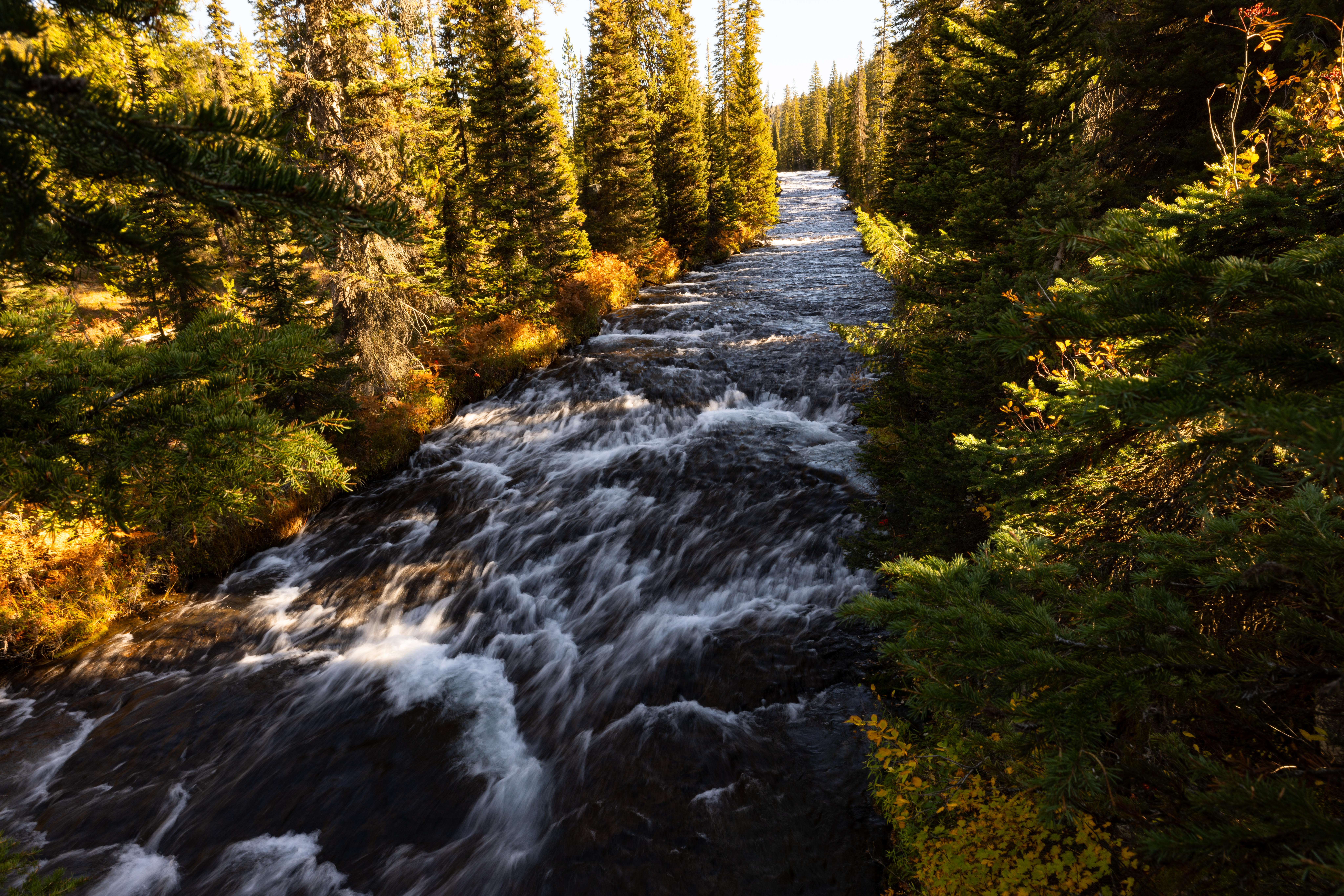
Oberlauf des Flusses
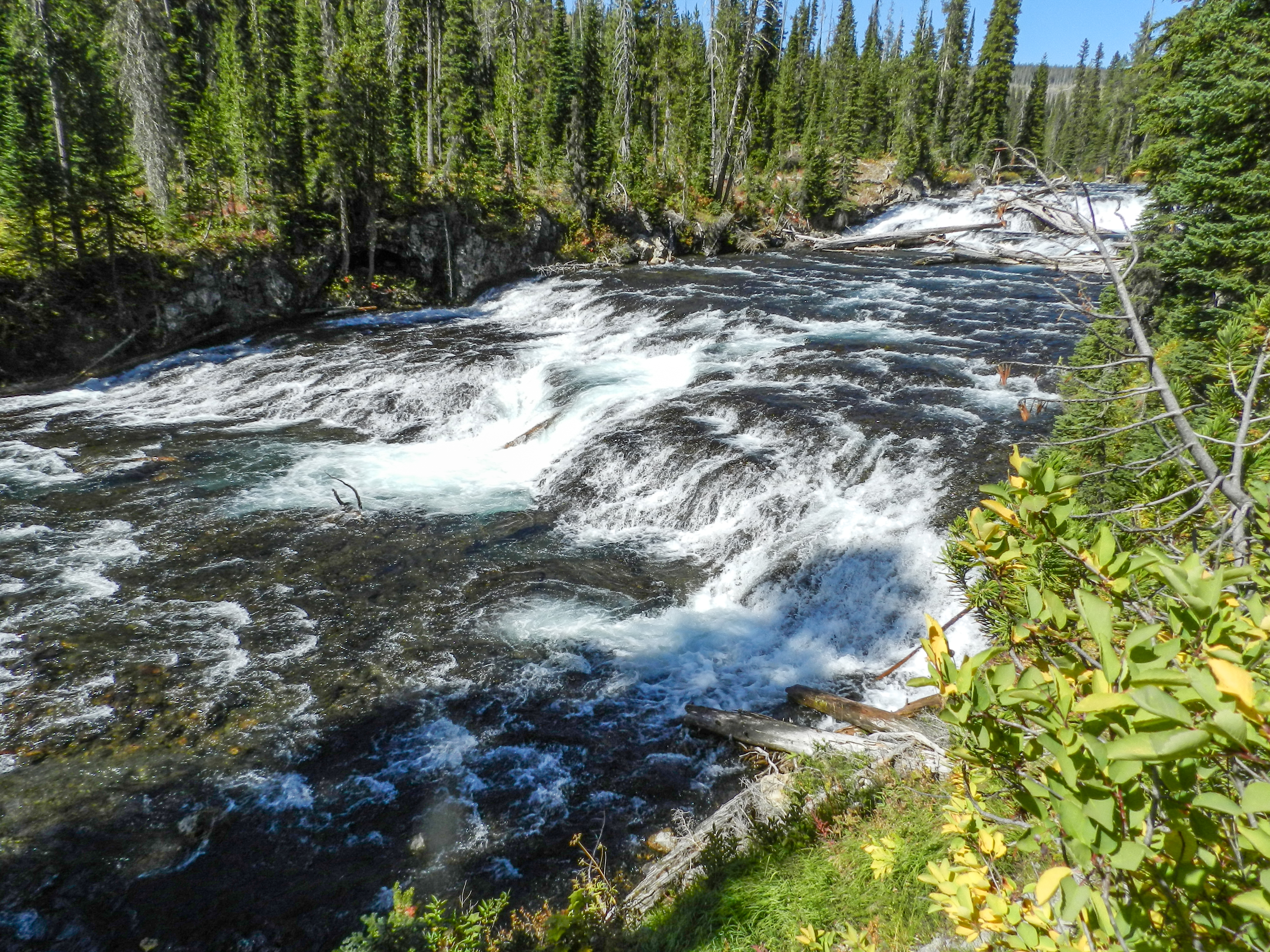
Kaskaden am Bechler River
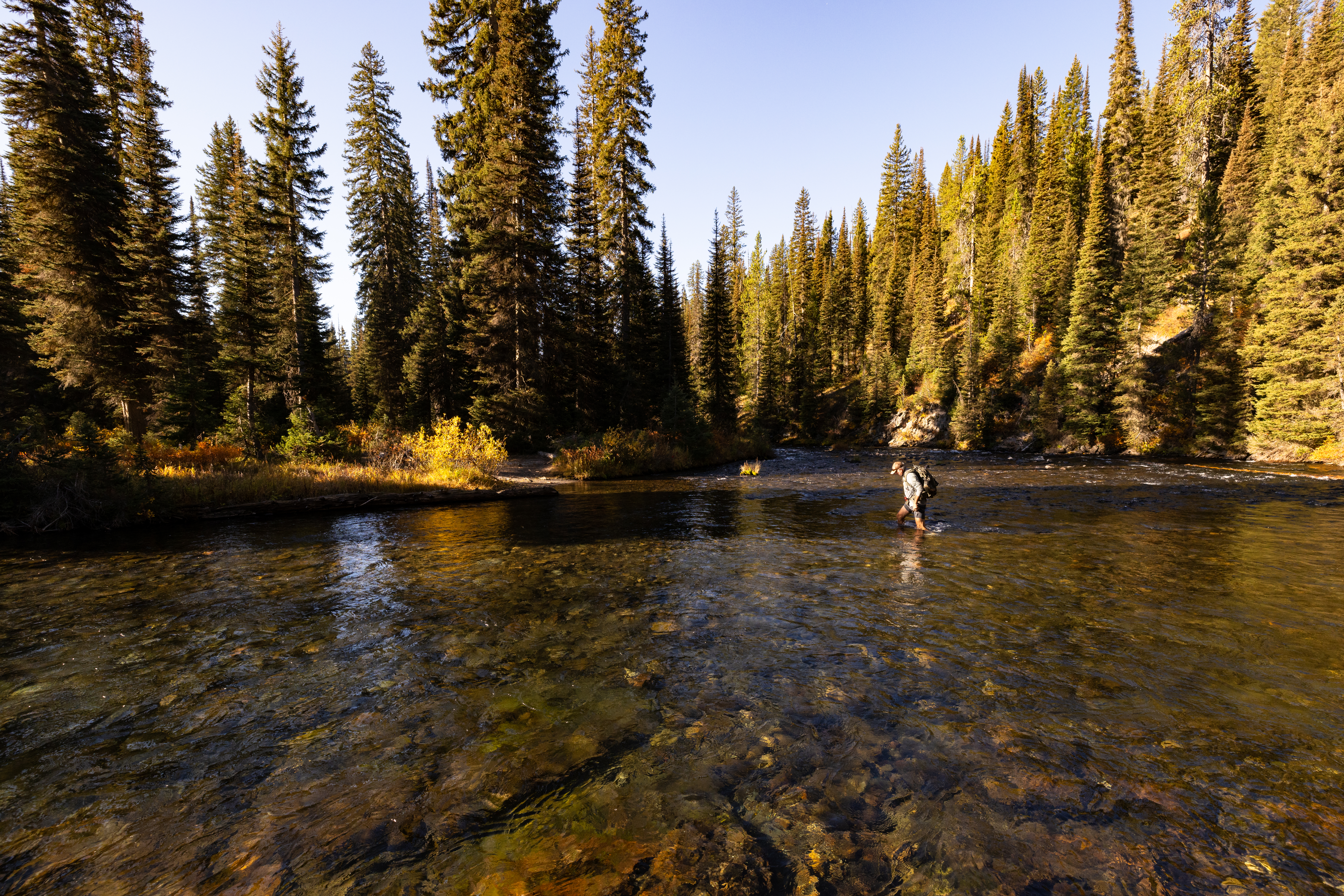
Bechler River am Ausgang des Bechler Canyon
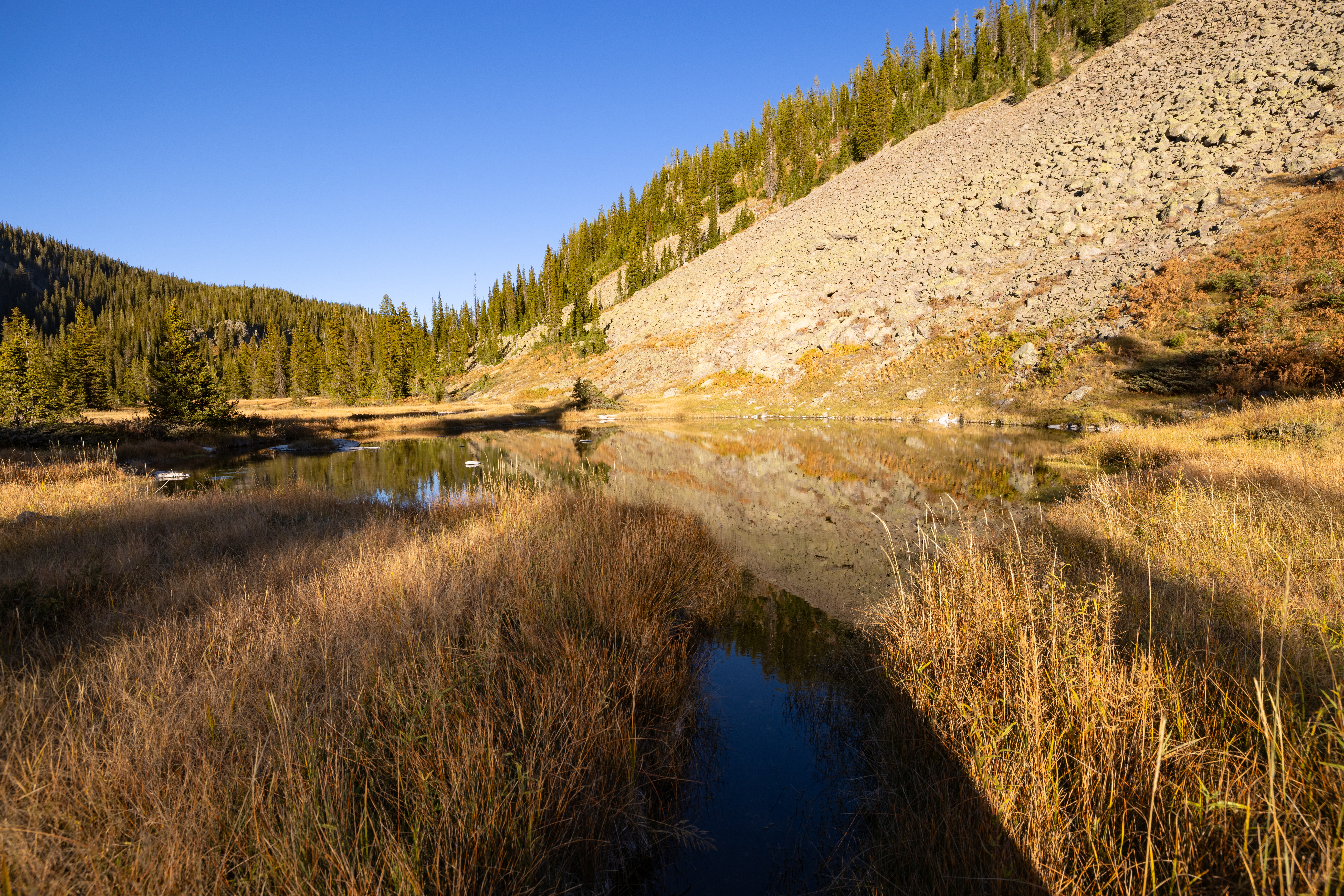
Bechler River am Bechler River Trail

## Hydrologie
Der Bechler River ist als Nebenfluss des Fall River Teil des Einzugsgebietes des Henrys Fork, der über Snake River und Columbia River in den Pazifischen Ozean entwässert. Das Einzugsgebiet des Bechler River umfasst ein Areal von etwa 408 km² und grenzt an die Einzugsgebiete von Little Firehole River im Norden, Firehole River und Shoshone Creek im Nordosten, Mountain Ash Creek im Südosten, Rock Creek und Robinson Creek im Nordwesten, Warm River im Westen sowie South Fork Madison River im Nordwesten. 

## Wasserfälle
Der Bechler River liegt im abgelegenen südwestlichen Teil des Yellowstone-Nationalparks, der als Cascade Corner bekannt ist und 1921 von Superintendent Horace Albright für die Fülle von Wasserfällen und Kaskaden in den Einzugsgebieten der Flüsse Fall River und Bechler River benannt wurde. Einige der Wasserfälle im Yellowstone-Nationalpark befinden sich im Einzugsgebiet des Bechler River. Am Fluss selbst befinden sich mit Iris Falls, Upper und Lower Colonnade Falls sowie Bechler Falls insgesamt vier größere Wasserfälle.

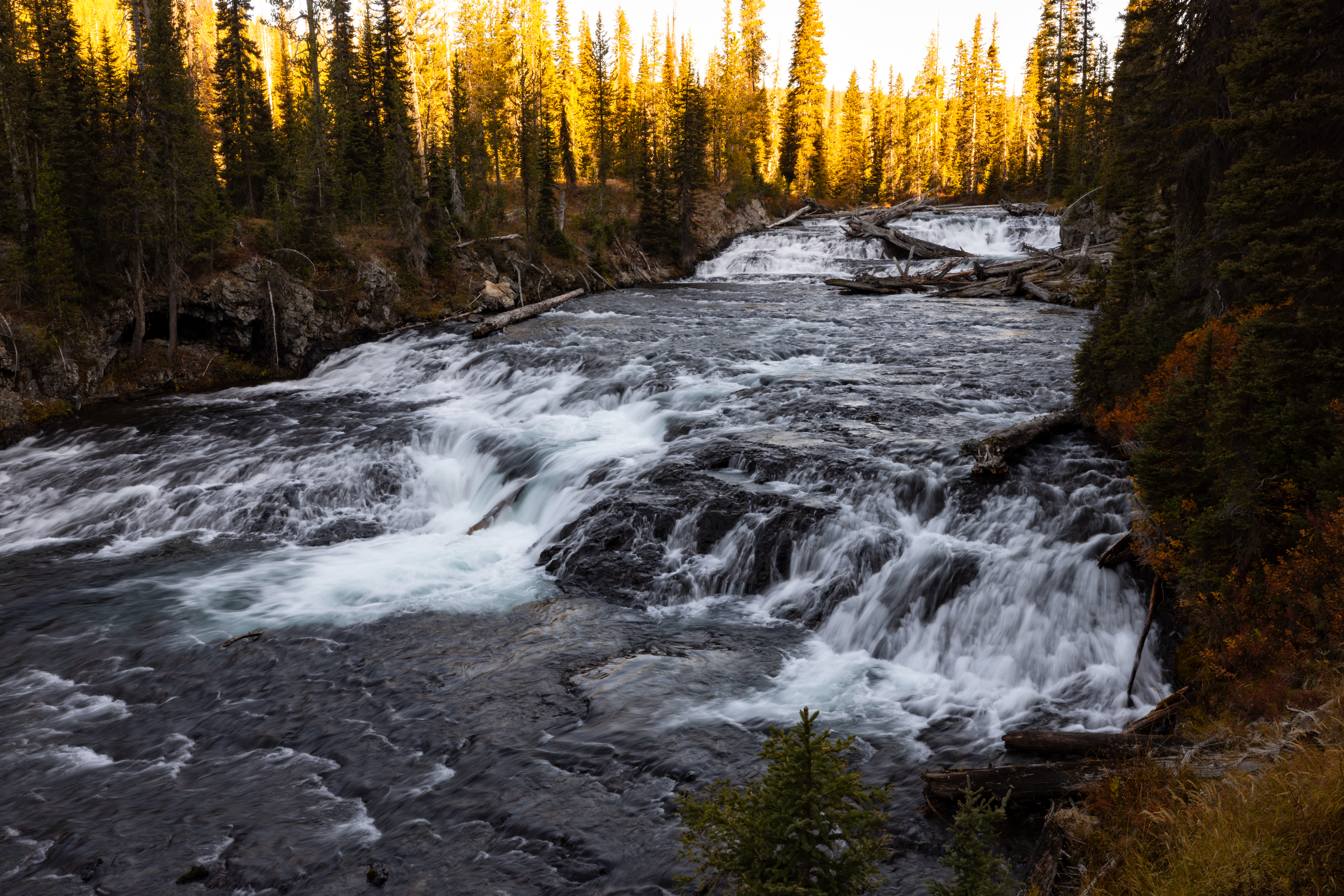
Kleinere Kaskaden am Bechler River
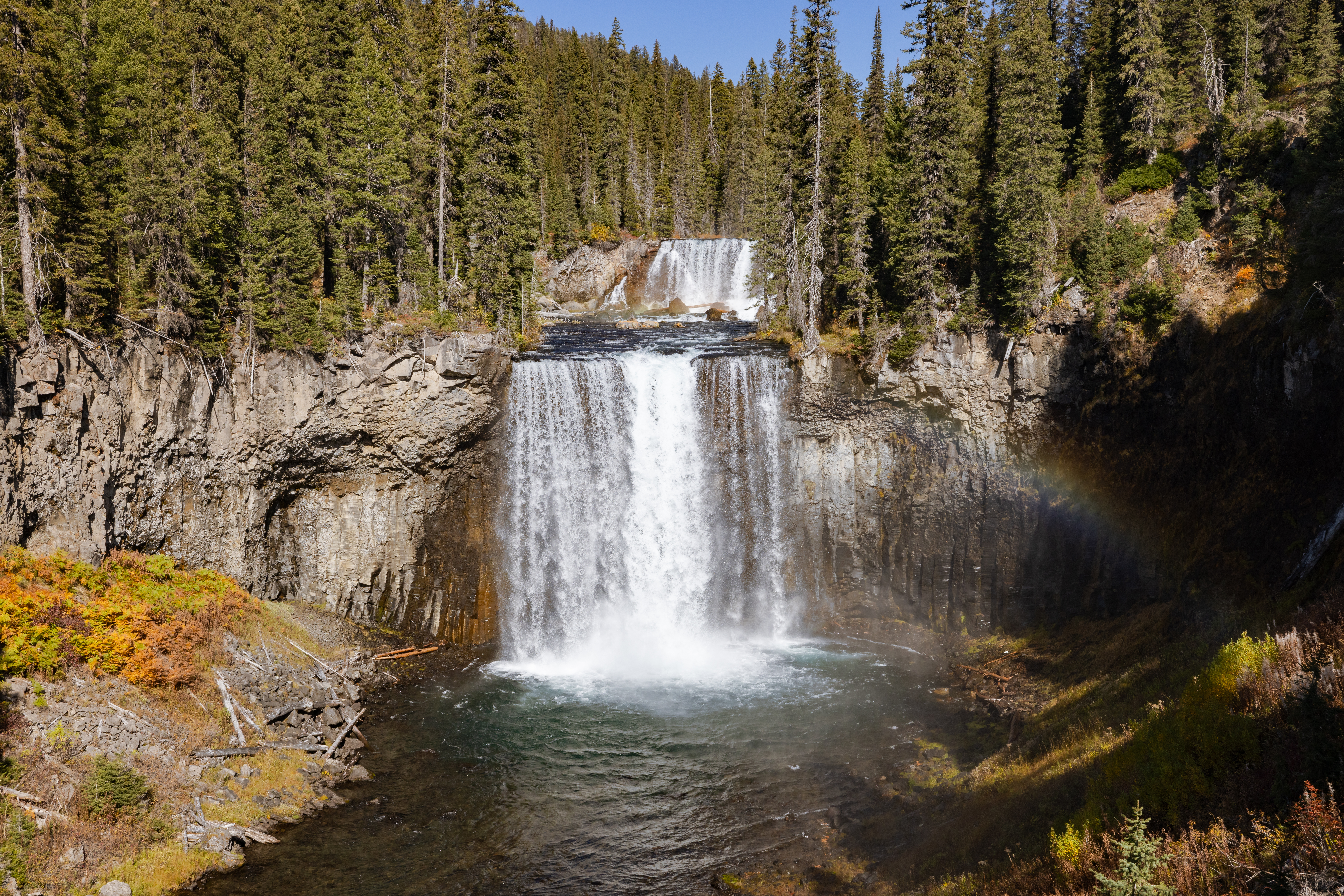
Colonnade Falls, 21 m
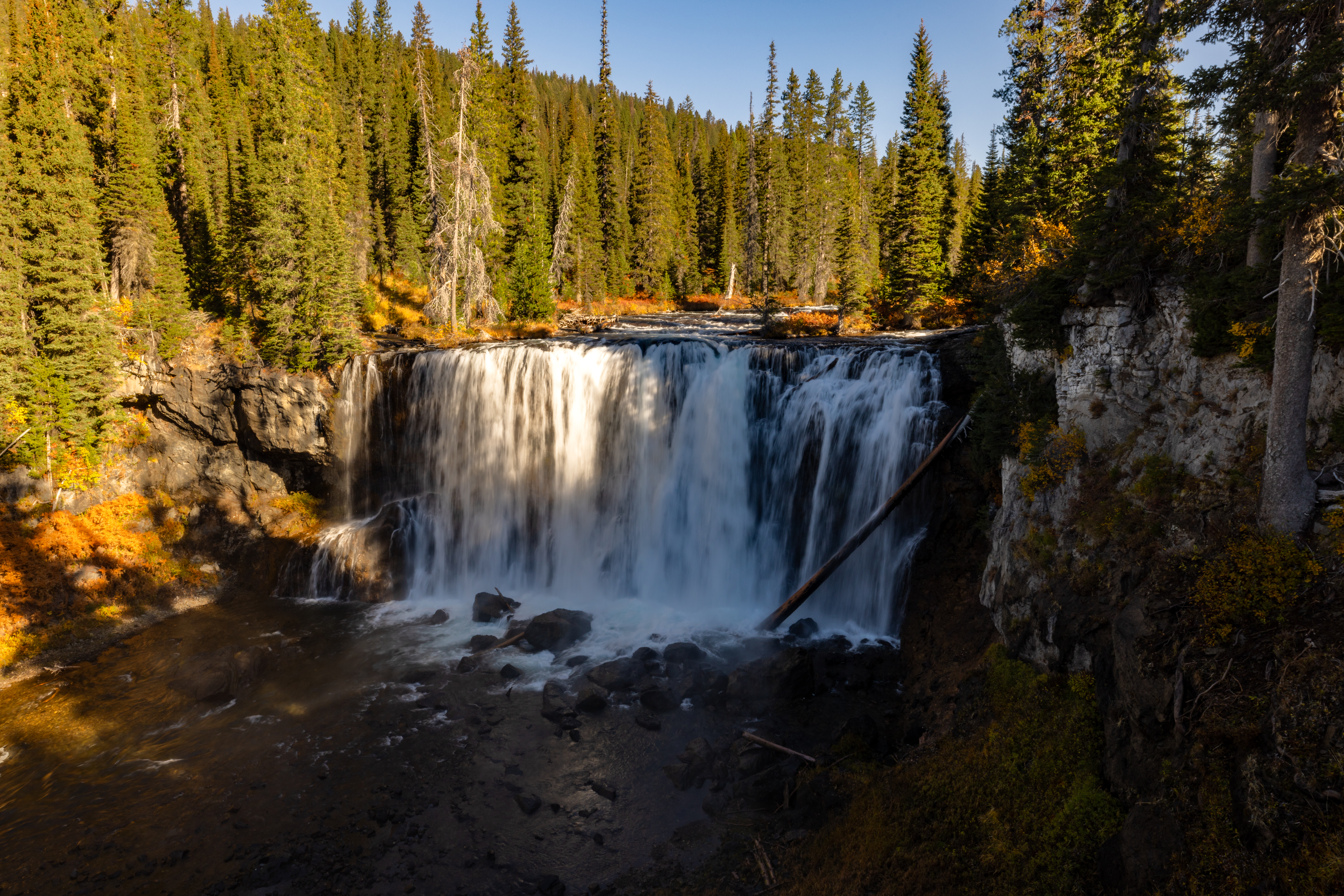
Iris Falls, 12 m
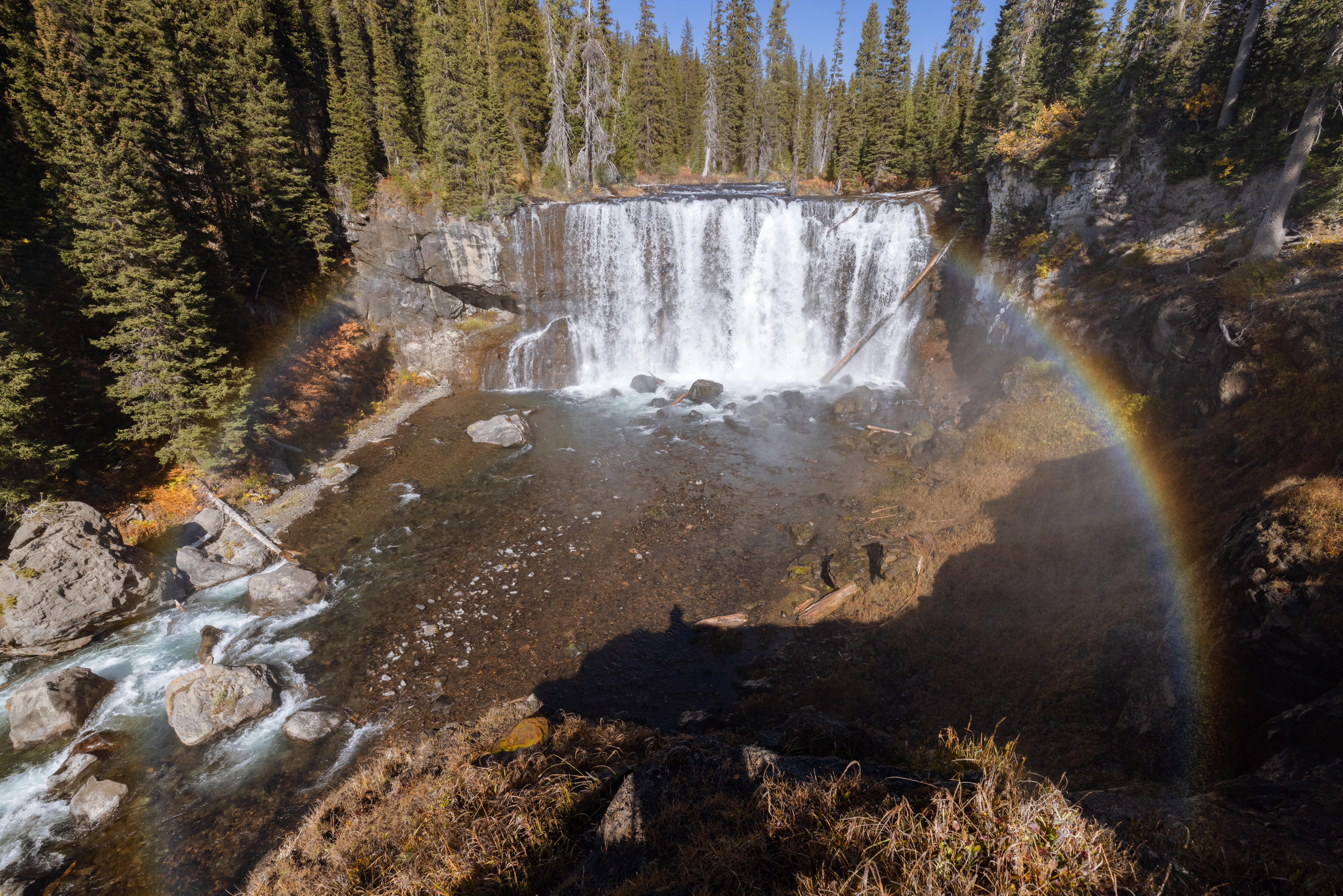
Iris Falls
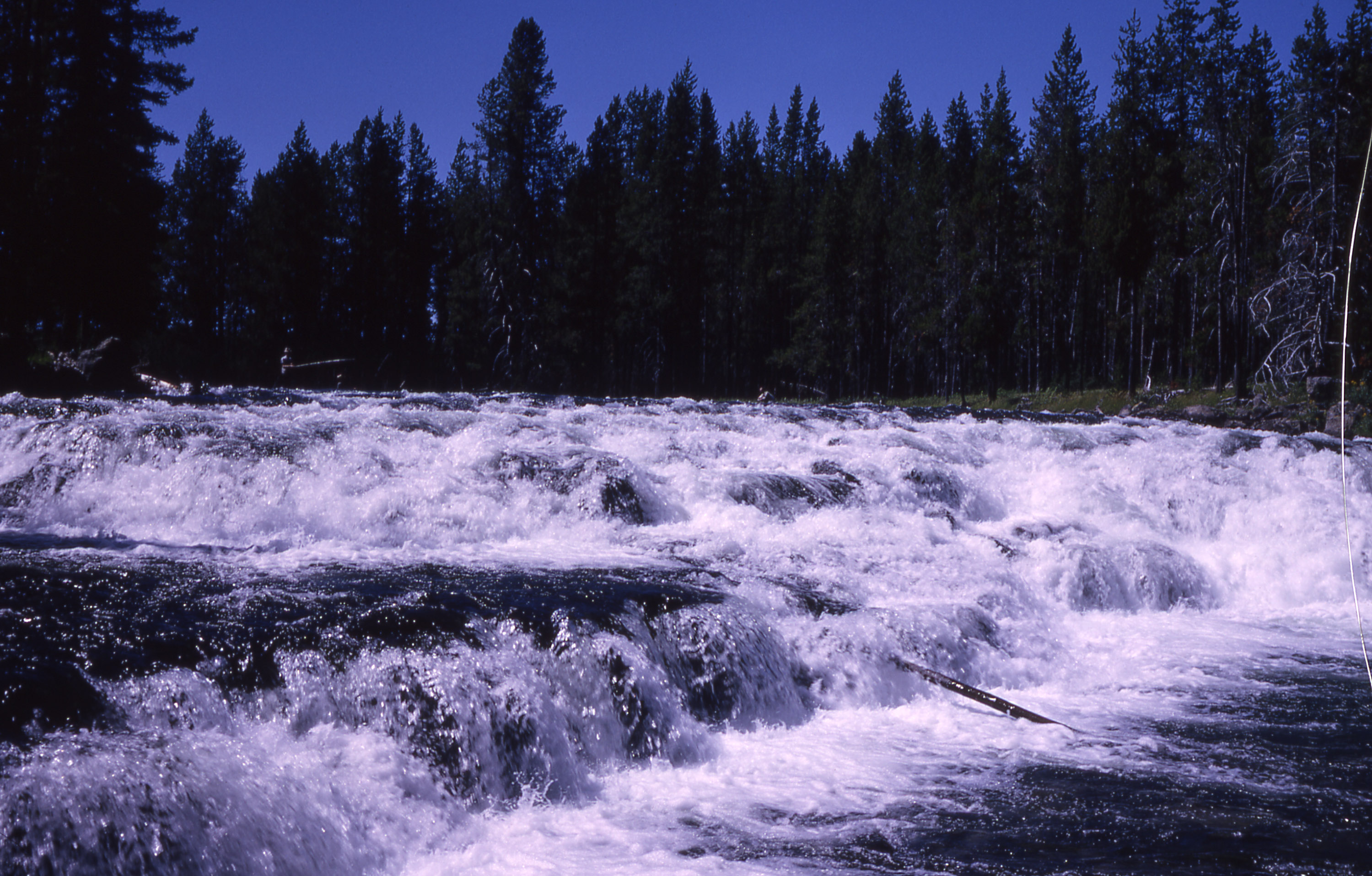
Bechler Falls, 5 m

## Angeln
Obwohl sich der Bechler River in der abgelegenen Cascade Corner des Parks befindet, ist er bei lokalen Anglern beliebt. Es enthält meist Cutthroat-Forellen und Regenbogenforellen. Aufgrund des Frühjahrsabflusses ist der Fluss in der Regel erst ab Mitte Juli fischbar und der Zugang ist schwierig. Der Fluss verläuft parallel zum Bechler River Trail, der an den Cave Falls an der Südgrenze des Parks startet.

## Belege
1. 1 2  Whittlesey, Lee (1996): Yellowstone Place Names. Hrsg.: Wonderland Publishing Company. Gardiner, MT, ISBN 1-59971-716-6.
2. ↑  Bechler River. In: Geographic Names Information System. United States Geological Survey, United States Department of the Interior (englisch).
3. ↑  Mathews, Craig; Molinero, Clayton (1997): The Yellowstone Fly-Fishing Guide—An authoritative guide to the waters of Yellowstone National Park. Hrsg.: The Lyons Press. Guilford, CT, ISBN 1-55821-545-X.